# 11 Ursae Minoris b
11 Ursae Minoris b es un planeta extrasolar que orbita la estrella gigante de tipo K 11 Ursae Minoris, localizado aproximadamente a 390 años luz de distancia, en la constelación de la Osa Menor. El planeta tiene una masa mínima de 10,5 MJ. Sin embargo, dado que la masa se encuentra en el límite inferior y la inclinación se desconoce, no se puede determinar la masa real. Podría tratarse de una enana marrón si la masa fuese 13 veces la de Júpiter. Este planeta tarda 17 meses en completar su periodo orbital, y se encuentra a una distancia media de 1,54 UA. Este gigante gaseoso fue descubierto mediante el método de la velocidad radial el 12 de agosto de 2009.